# すみれの花咲く頃 (漫画)
『すみれの花咲く頃』（すみれのはなさくころ）は松本剛による日本の漫画。『週刊ヤングマガジン』（講談社）1991年19号から24号にかけて連載された。単行本は講談社から1991年に刊行され、2007年に、松本剛の全作品復刊プロジェクト第2弾として、『ヒューストンと女の子』 / 『教科書のタイムマシン』 / 『ハッカのびろおど』 / 『なかない渚』 / 『すこしときどき』 / と共に短編集を、新編成版としてリメイク刊行された。
NHKでテレビドラマ化され、2007年1月8日にBShiで、地上波ではNHK総合で2007年4月1日に放送された。

## あらすじ
福島県の磐梯山ふもとにある小さな村に住む君子は母と寝たきりの祖父との三人暮らし。ひそかに宝塚音楽学校に合格し、いつかこの街を出ることを夢見ている。体調を崩し、勤め先からいつもより早く帰宅した母に、内緒でバレエや音楽を習っていたことが発覚してしまう。自分の夢と実家の現実との葛藤に生きる少女の心強い決断を、友人たちとのやり取りを通じて描かれている。

## テレビドラマ

### 登場人物
- 遠藤君子 - 多部未華子[2] : 主人公。17歳の女子高生で、祖父の面倒を見る傍ら、母に内緒で宝塚音楽学校を目指しレッスンを受けている。
- 遠藤和代 - 秋野暢子：君子の母。離婚してからスーパーで働き家計を支えている。
- 遠藤幸太郎 - 笑福亭松之助：君子の祖父。7年前に脳卒中で倒れ、体が不自由で寝たきりの生活を送っている。
- 高井勇介 - 濱田岳[3]：演劇部で一緒だった君子の友人。
- 高井恵介 - 宇梶剛士[4]：自動車修理工場を営んでいたが、交通事故で妻と片足を失い、生きる気力を失っている。でも、商店街は寂れていて活気はまるでない。
- 久保純一 - 柄本時生：演劇部で一緒だった君子のもう1人の友人。
- 高井千鶴子 - 絵沢萌子
- 久保未来 - 江口のりこ
- 岸田愛子 - 風花舞
- 岡崎京子 - あき竹城
- 倉田沙織 - 猫田直
- 杉田正一 - 鶴田忍
- 若林博史 - 渋谷謙人
- 池田亮 - 途中慎吾
- 宝塚音楽学校生 - 野々すみ花、白姫あかり[5]
- 劇団ひまわり
- 劇団東俳
- NAC
- 青二プロ
- 福島県猪苗代町の皆さん
- 福島県磐梯町の皆さん

### スタッフ
- 脚本 - 鄭義信
- 演出 - 落合将
- 制作統括 - 若泉久朗、鈴木圭
- 撮影技術 - 清水昇一郎、 戸村義男
- 美術 - 室岡康弘、
- 美術進行 - 鴫原広起
- 照明 - 寺田博
- 音声 - 上村悦也
- 映像技術 - 谷本将広
- 編集 - 城島純一
- バレエ振付 - 麻咲梨乃
- バレエ指導 - 栗坂直子
- 福島ことば指導 - 河原田ヤスケ
- サンバダンス指導 - 高松美奈子

### 音楽
- 主題歌 - 坂本美雨「空中庭園」
- ピアノ - 野村陽子
- 編曲  - 吉川慶
- 音響効果 - 山田正幸
- 声楽指導 - 長谷川紀久恵

### 映像作品の商品化
2007年7月25日にNHKエンタープライズからDVDが発売されている。